# أغنيت نيلسن
أغنيت نيلسن (بالدنماركية: Agnete Nielsen)‏ هي لاعبة كرة قدم دنماركية، ولدت في 15 أبريل 1999 في الدنمارك في مملكة الدنمارك. شاركت مع منتخب الدنمارك لكرة القدم للسيدات.

## وصلات خارجية
- أغنيت نيلسن على موقع الاتحاد الأوربي (الإنجليزية)
- أغنيت نيلسن على موقع اتحاد النرويج (النرويجية)
- أغنيت نيلسن على موقع قاعدة بيانات كرة القدم.إي يو (الإنجليزية)
- أغنيت نيلسن على موقع Soccerway.com (الإنجليزية)
- أغنيت نيلسن على موقع عالم كرة القدم.نت (الإنجليزية)